# Magadanobracon rasnitsyni
Magadanobracon rasnitsyni (лат.) — вид ископаемых паразитических наездников из семейства браконид (Protorhyssalinae). Ископаемые остатки найдены в верхнемеловых отложениях формации Ола  (83,5—70,6 млн лет назад) на территории современной Магаданской области (Россия). Тело чёрное, ноги желтовато-коричневые. Длина около 4,5 мм (переднее крыло — 3,2 мм, яйцеклад — 1,4 мм, брюшко — 2,3 мм). Усики длинные, нитевидные, состоят из 28 члеников; скапус короткий и толстый. Вид был описан в 2012 году доктором биологических наук С. А. Белокобыльским (ЗИН РАН) и назван в честь крупного российского палеоэнтомолога профессора А. П. Расницына.